# Sarepta speciosa
Sarepta speciosa is een tweekleppigensoort uit de familie van de Sareptidae. De wetenschappelijke naam van de soort is voor het eerst geldig gepubliceerd in 1860 door A. Adams.